# Wagram (pahorkatina)

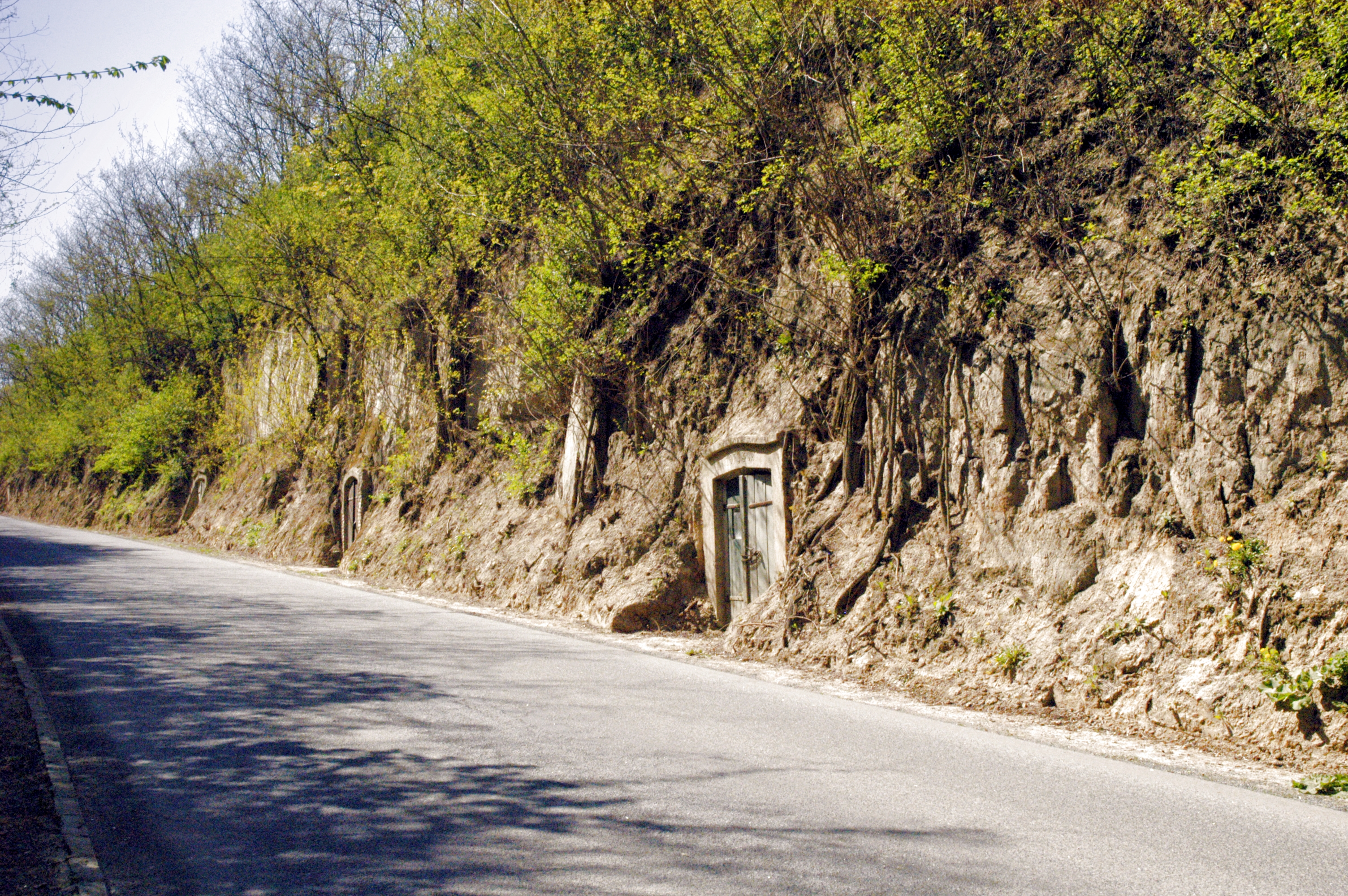
Vinný sklep v terénním zlomu

Wagram je výrazná terénní hrana v Dolním Rakousku, která se táhne po levém břehu Dunaje od Kremže po Stockerau a dále skrz Vídeňskou bránu do Moravského pole, jež odděluje od Weinviertelské pahorkatiny. Je to sprašová terasa, vyvýšená až 40 metrů nad dunajskou údolní nivu. Hluboké výhřevné půdy a jižní orientace umožňují pěstování vína a ovoce. 
Útvar dal název několika sídlům:
- Deutsch-Wagram – město severovýchodně od Vídně, kde roku 1809 proběhla bitva u Wagramu
- Wagram am Wagram – ves v okrese Tulln, součást obce Grafenwörth
- řada dalších sídel v oblasti nese přídomek am Wagram, tedy „na Wagramu“, např. obec Fels am Wagram
- název nesou i sídla na podobných terasách v okolí:
  - Wagram an der Donau, také Kroatische Wagram, dnes část městyse Eckartsau
  - Wagram (Oberwagram, Unterwagram) – východní předměstí Sv. Hippolyta – nachází se u podobné menší terasy

Přeneseně se podle Wagramu nazývá i třída a náměstí v Paříži, pojmenované na počest vítězné bitvy u Wagramu.